# Kwanza (flod)
Kwanza (även känd som Cuanza) är ett vattendrag i Angola. Det ligger i den nordvästra delen av landet, 60 kilometer söder om huvudstaden Luanda.
Trakten runt Kwanza består i huvudsak av gräsmarker. Runt Kwanza är det mycket glesbefolkat, med 7 invånare per kvadratkilometer. Stäppklimat råder i trakten. Årsmedeltemperaturen i trakten är 24 °C. Den varmaste månaden är december, då medeltemperaturen är 27 °C, och den kallaste är juli, med 21 °C. Genomsnittlig årsnederbörd är 454 millimeter. Den regnigaste månaden är april, med i genomsnitt 194 mm nederbörd, och den torraste är juni, med 1 mm nederbörd.

## Geografi

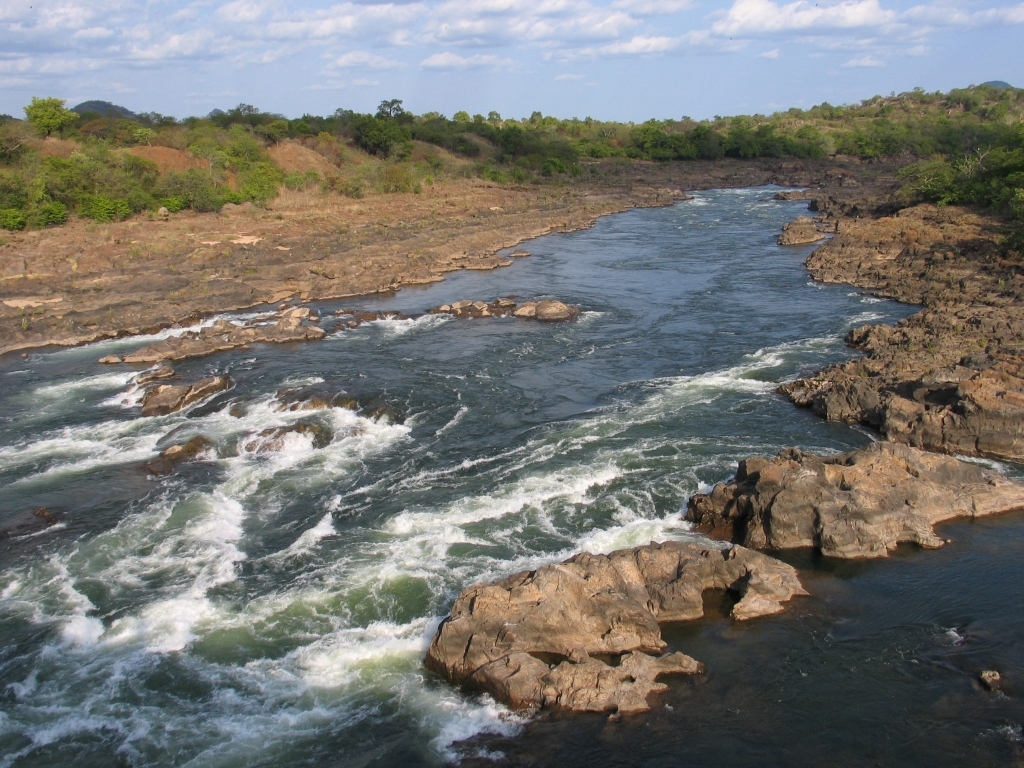
Kwanza nära Dondo

Kwanza har sina källor i på högplatån i provinsen Bié cirka 1 000 meter över havet. Floden rinner mot nordväst och når Atlanten 60 kilometer söder om huvudstaden Luanda efter 960 kilometer. 
Kwanza är navigeringsbar 240 kilometer innan forsar och vattenfall börjar.

### Bifloder
Biofloder som mynnar i Kwanzas högra strand är Luando och Lucala. Från söder mynnar Cunhinga och Cutato.

### Miljö
Vid Angolas första undersökning om biologisk mångfald konstaterades att Kwanza har cirka 50 olika fiskarter. Bland annat finns fiskarten tarpon som är populär bland sportfiskare.

## Historia
Portugisiska sjöfarare upptäckte Angola i slutet av 1400-talet. År 1575 grundade den portugisiska generalen Paulo Dias de Novais staden Luanda på en halvö vid kusten. Det gick rykten om att det fanns silvergruvor längre in i landet och Dias organiserade en expedition som följde Kwanzas dalgång. Detta ledde till krig mot den inhemska befolkningen. Portugiserna fann inga silvergruvor men de sökte också en genväg till Indiska oceanen. Inte heller detta lyckades.
År 1604 byggdes fästningen Kambambe nära forsar och vattenfall började. Kambambes uppgift var skydda portugisiska upptäcktsresande och expeditioner som trängde in i Angolas inre. Det blev också en uppsamlingsplats för slavar som köpts av regionens hövdingar.

## Ekonomi

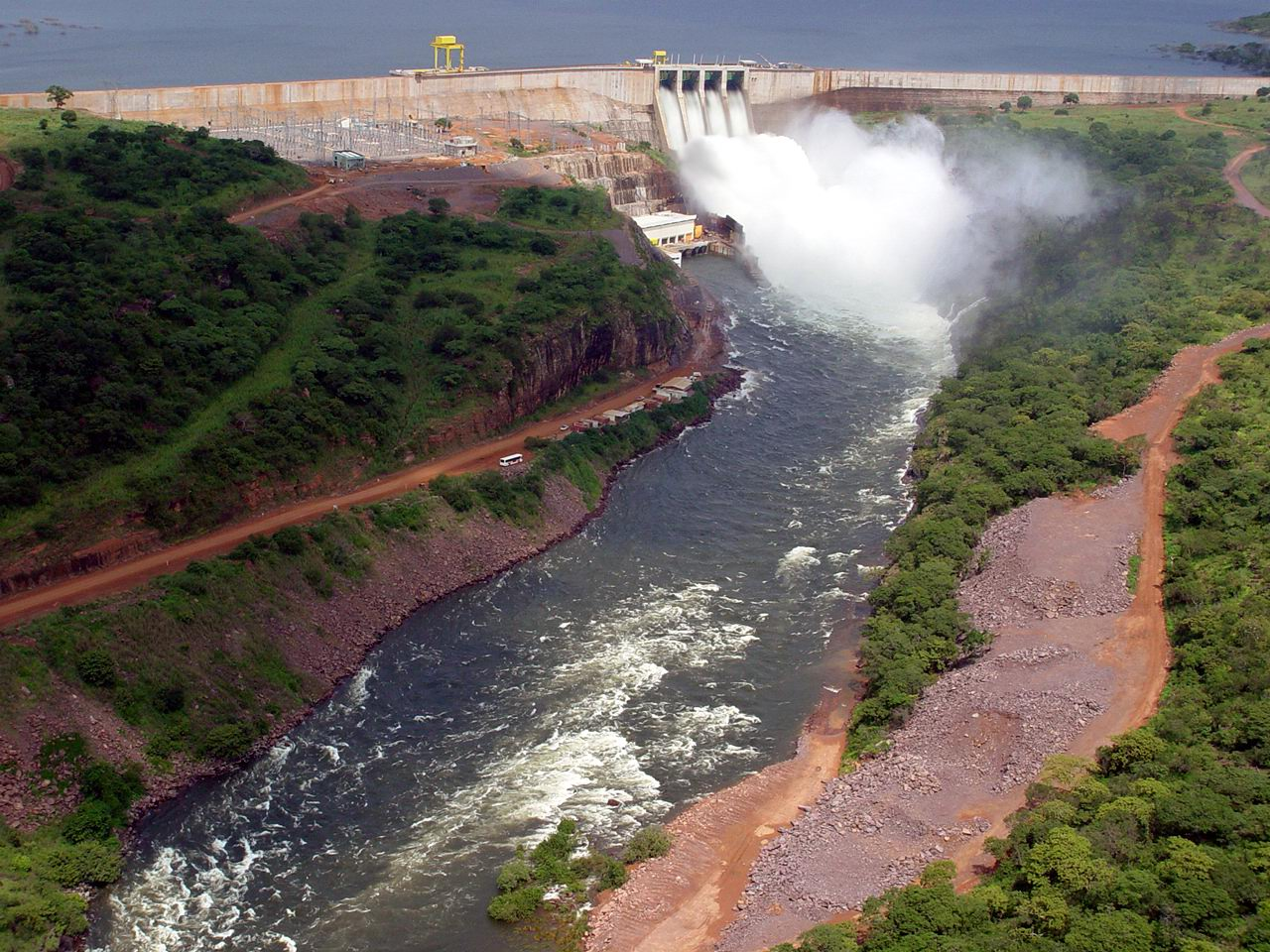
Capanda 01

Kwanza är betydelsefull som transportled och en viktig elproducent. 2014 fanns fyra kraftstationer i närheten av Kambambe med sammanlagd effekt 3 500 MW. Ytterligare fem kraftverk för 7 000 MW planeras.